# فريد بنزية
فريد بنزية (مواليد 8 أبريل 1992) هو لاعب كرة قدم فرنسي، يلعب بمركز لاعب خط الوسط الهجومي مع نادي أرليه أفينيون  في دوري الدرجة الثانية.
فريد هو الشقيق الأصغر لمصطفى وياسين، وكلاهما أيضًا لاعبان لكرة القدم.

## ميلاده ونشأته
ولد فريد في بلدية كليون [الإنجليزية] وهو من أصول جزائرية كما يحمل الجنسيتين الفرنسية والجزائرية

## المسيره الكرويه

### المسيرة الانتقالية[8][9][10][11][12][13]
لعب فريد بنزية خلال مسيرته مع أندية متعددة منها نادي روان ونادي ليون-دوشير [الإنجليزية]

#### مرحلة الشباب
- بدأ فريد بنزية مسيرته الكروية في الفئات السنية بالبرتغال. في يوليو 2009، انتقل من فريق سي إف أونياو دا ماديرا تحت 19 سنة (CF União Madeira U19) إلى نادي ناسيونال تحت 19 سنة (CD Nacional U19)، وكلاهما من الأندية البرتغالية.
- في يوليو 2011، انتقل بنزية إلى فرنسا لينضم إلى فريق ليل ب (LOSC Lille B)، وهو الفريق الرديف لنادي ليل الفرنسي العريق. بعد فترة قضاها مع ليل ب، أصبح بنزية بدون نادٍ في يوليو 2012.

#### مرحلة الاحتراف
- عاد بنزية إلى الملاعب في يوليو 2013 بانتقاله إلى نادي أولمبيك ليون-دوتشير (AS Lyon-Duchère). استمرت مسيرته مع هذا النادي حتى سبتمبر 2015، حيث انتقل إلى نادي إفرو 27 (Évreux FC 27).
- في أغسطس 2017، انضم بنزية إلى نادي روان (FC Rouen 1899).[14] لم تدم إقامته هناك طويلاً، ففي يناير 2018، انتقل إلى نادي سي إم إس أوسيل [الإنجليزية] (CMS Oissel).[15]
- توقفت مسيرة اللاعب مؤقتًا في يوليو 2019 حيث لم تُعرف وجهته التالية. ومع ذلك، عاد للانضمام إلى نادي سانت-جوليان (FC Saint-Julien) في يوليو 2023.

#### المحطة الحالية
- آخر انتقال مسجل لفريد بنزية كان في يوليو 2024، حيث غادر إف سي سانت-جوليان لينتقل إلى نادي أرليه أفينيون (AC Arles)، وهو النادي الذي يلعب به حاليًا.

| النادي                      | الموسم   | الدوري                                   | الظهور |
| النادي                      | الموسم   | الدرجة                                   | الظهور |
| --------------------------- | -------- | ---------------------------------------- | ------ |
| نادي إيفرو لكرة القدم 27    | 2015–16  | الدوري الفرنسي الدرجة الخامسة المجموعة د | 1      |
| نادي روان                   | 2017–18  | الدوري الفرنسي الدرجة الخامسة المجموعة و | 3      |
| سي إم إس أوسيل [الإنجليزية] | 2017–18  | الدوري الفرنسي الدرجة الخامسة المجموعة و | 2      |
| سي إم إس أوسيل [الإنجليزية] | 2018–19  | الدوري الفرنسي الدرجة الرابعة المجموعة ج | 6      |
| سي إم إس أوسيل [الإنجليزية] | 2018–19  | كأس فرنسا                                | 2      |
| سي إم إس أوسيل [الإنجليزية] | المجموع  | المجموع                                  | 10     |
| الإجمالي                    | الإجمالي | الإجمالي                                 | 16     |

## وصلات خارجية
- فريد بنزية على موقع قاعدة بيانات كرة القدم.إي يو (الإنجليزية)
- فريد بنزية على موقع Soccerway.com (الإنجليزية)
- فريد بنزية على موقع عالم كرة القدم.نت (الإنجليزية)